# イーグル沢井
イーグル沢井（イーグルさわい、1967年12月16日 - ）は、日本の元女子プロレスラー。本名：澤井 知子（さわい ともこ）。
LLPW所属。東京都新宿区出身。愛称は「トッコちゃん」。

## 所属
- ジャパン女子プロレス（1986年 - 1992年）
- LLPW（1992年 - 2007年）

## 経歴・戦歴
ジャパン女子プロレスの旗揚げメンバーである。しかし旗揚げ戦ではデビューできず、1986年9月5日のジャパン女子後楽園ホール興行において、対伊藤勇気戦でデビューした。当初は片足だけロングタイツのカラフルな衣装でアイドル系レスラーに進むと見られていたが、体重の増量と共に方向は転換され、ヒール集団GUREN隊のメンバーとして活躍する。
1992年にジャパン女子が解散に伴いLLPWに移籍。平成GUREN隊（後のG-MAX）を結成し、後に他団体のヒール軍団猛毒隊・裁恐軍と合体して平成裁恐猛毒GUREN隊となり、FMW・Jd'をまたにかけて猛威をふるった。同チーム解散後は風間ルミ、井上貴子らとブラックジョーカーというヒール軍団を結成。BLACK JOKERでの活動終了後はシングルレスラーを経てから立野記代とタッグチーム「ビッグレディ」を結成した。
2007年5月20日の後楽園ホール大会で、かつてのGUREN隊メンバー尾崎魔弓とタッグを組み、ハーレー斉藤&ダイナマイト・関西組とのジャパン女子1期生同士によるタッグマッチにて引退。20年以上に及ぶ現役生活に終止符を打った。

## 得意技
- イーグルキャノンボム

カナディアン・バックブリーカーの体勢からトルネードボム。
- ボディーアタック
- サンダーファイヤーパワーボム
- ミサイルキック

## タイトル歴
- LLPW認定シングル王座
- LLPW認定タッグ王座
- LLPW認定6人タッグ王座
- 太平洋岸タッグ王座
- UWAインターナショナル女子王座

## 入場テーマ曲
- 戦凰